# Еміліо Оскар Рабаса
Еміліо Оскар Рабаса (23 січня 1925, Мехіко — 14 червня 2008, Мехіко) — мексиканський державний і політичний діяч, дипломат; доктор права.

## Біографія
Народився 23 січня 1925 року в місті Мехіко (Мексика). Онук Хосе Еміліо Рабаси. Закінчив Національний автономний університет Мексики, юридичний факультет та факультет політичних і соціальних наук.
Протягом низки років викладав у Національному автономному університеті Мексики. Працював юристконсультом у міністерствах фінансів і сільського господарства, керував юридичним департаментом Національного банку сільськогосподарського кредиту. Упродовж 1965—1970 років очолював Банк кінематографії, одночасно входив до складу адміністративних рад управління справами театрів та низки кіностудій Мексики.
У вересні—листопаді 1970 року — Надзвичайний і Повноважний Посол Мексики у Сполучених Штатах Америки. З грудня 1970 року по 1975 рік — міністр закордонних справ Мексики. Підписав угоду про співробітництво між Мексикою та Європейським економічним співтовариством. Сприяв розширенню дипломатичних відносин Мексики з іншими країнами. Відіграв суттєву роль у створенні 200-мільнної економічної зони. У 1975 — подав у відставку через непорозуміння із Президентом Мексики Луїсом Ечеверріа.
Працював у Постійній палаті третейського суду в Гаазі і в юридичному комітеті Організації американських держав. Помер у Мехіко 14 червня 2008 року.